# Thérèse Sita-Bella
Thérèse Sita-Bella (* 1933; † 27. Februar 2006 in Yaoundé), geboren als Thérèse Bella Mbida, oft auch nur kurz Sita-Bella, war eine kamerunische Regisseurin und Journalistin. Sie gilt als Filmpionierin in Afrika und wurde vor allem durch ihren Dokumentarfilm Tam Tam à Paris bekannt.

## Leben und Wirken
Thérèse Sita-Bella schloss die Schule in Yaoundé ab und ließ sich in den 1950er Jahren in Paris nieder. Sie wurde im Rahmen eines französischen Programms zur Professionalisierung afrikanischer Radioprogramme zur Radiomoderatorin ausgebildet und arbeitete als Journalistin später unter anderem für Le Monde, BBC Afrika und Voice of America. 1963 kehrte sie nach Kamerun zurück, wo sie als Journalistin im öffentlichen Dienst Kamerun in der Welt bekannt machen sollte. In der Folge drehte sie Tam Tam à Paris, einen Film, der die Tournee der nationalen Tanzkompanie Kameruns in Frankreich dokumentiert. Er wurde 1969 auf dem Vorläuferfestival von FESPACO uraufgeführt und gilt als erster Film einer Frau aus dem Afrika südlich der Sahara. Thérèse Sita-Bella starb 2006 vergessen und in Armut.

## Ehrungen
Die Regierung von Kamerun benannte einen Kinosaal im Ministerium für Kommunikation in Yaoundé in Anerkennung ihrer Arbeit für Frauen und das afrikanische Kino nach Thérèse Sita-Bella.